# Heinkel

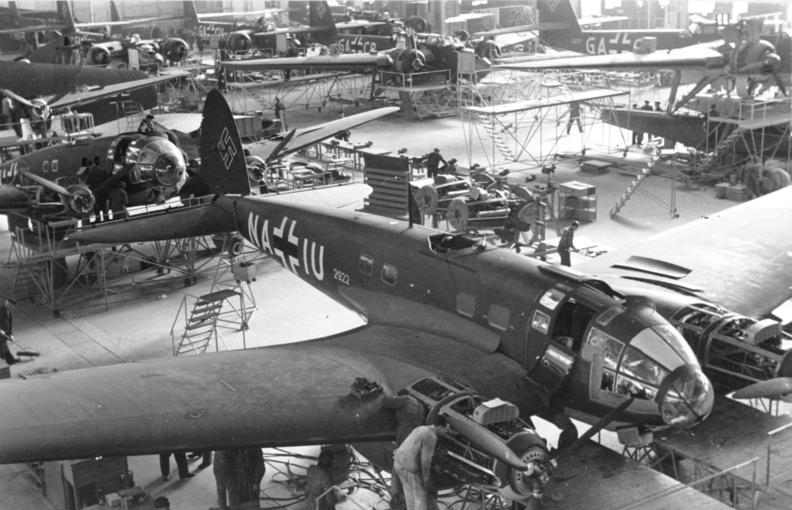
Heinkel He 111 během výroby

Heinkel Flugzeugwerke byl německý letecký výrobce, který byl založen roku 1922 Ernstem Heinkelem; společnost sídlila ve Warnemünde.
Prvním větším úspěchem byl rychlý poštovní letoun Heinkel He 70 z roku 1932 pro Lufthansu, ze kterého vycházel bombardér He 111. V této době byli nejdůležitějšími konstruktéry společnosti bratři Günterové a Heinrich Hertel.
Pro Luftwaffe Heinkel vyráběl hlavně bombardéry, jako střední bombardér He 111, který byl na začátku války základem. Poté v menších počtech vyráběl těžký bombardér He 177. Před válkou byl Heinkel méně úspěšný při prodeji návrhů stíhacích letounů. Jeho Heinkel He 112 byl odmítnut ve prospěch letounu Messerschmitt Bf 109 a jeho pokus o překonání Messerschmitta letounem Heinkel He 100 selhal kvůli politickým zásahům na říšském ministerstvu letectví (RLM). Společnost pak vyráběla úspěšný noční stíhač Heinkel He 219, který se však vyráběl v menších počtech (opět díky politickým vlivům).
Od roku 1941 až do konce války byla firma spojena s výrobcem motorů Hirth; díky tomu si Heinkel vyráběl vlastní motory.
Před válkou byla společnost průkopníkem ve vývoji proudových a raketových letounů. V roce 1939 se letoun He 176 stal prvním letounem s raketovým motorem na kapalné palivo a letoun Heinkel He 178 prvním letounem, který letěl pouze s proudovým motorem. Na začátku války Heinkel vyvinul prototyp prvního bojového letounu s proudovým motorem (Heinkel He 280), ale RLM místo toho chtělo, aby Heinkel dál vyráběl bombardéry a ve vývoji podpořilo jeho soupeře, letoun Messerschmitt Me 262. Na konci války se ještě dostala od výroby stíhačka Heinkel He 162, která ale do služby vstoupila během německé kapitulace.
Po válce mělo Německo zakázanou výrobu letadel a tak firma vyráběla kola, motorky Heinkel Tourist a malá auta Heinkel Kabine. K výrobě letadel se společnost vrátila během 50. let, kdy v licenci začala vyrábět letouny F-104 Starfighter pro západoněmeckou Luftwaffe.
V roce 1965 ji pohltila společnost Vereinigte Flugtechnische Werke a roku 1980 firma Messerschmitt-Bölkow-Blohm.